# Saint-Germain-des-Prés (Loiret)
Saint-Germain-des-Prés è un comune francese di 1 932 abitanti situato nel dipartimento del Loiret nella regione del Centro-Valle della Loira.

## Società

### Evoluzione demografica
Abitanti censiti